# Rok Marguč
Rok Marguč né le 25 mai 1986 à Celje est un snowbordeur slovène licencié au SBK Viharnik. Il a débuté en Coupe du monde en 2004 à Maribor.

## Palmarès

### Jeux olympiques d'hiver
- JO 2010 à Vancouver : 23e du slalom géant parallèle.
- JO 2014 à Sotchi : 5e du slalom géant parallèle et 12e du slalom parallèle.

### Championnats du monde
- Arosa 2007 : 12e du slalom géant parallèle et 22e du slalom parallèle
- Gangwon 2009 : 12e du slalom parallèle
- La Molina 2011 : 
  -  Médaille d'argent du slalom géant parallèle
  -  Médaille de bronze du slalom parallèle
- Stoneham 2013 : 
  -  Médaille d'or au slalom parallèle et 12e du slalom géant parallèle
- Kreischberg 2015 : 
  -  Médaille de bronze du slalom parallèle

### Coupe du monde de snowboard
- Meilleur classement en parallèle : 6e en 2013.
- Meilleur classement en slalom géant parallèle : 3e en 2013.
- 11 podiums dont 1 victoire au slalom géant parallèle d'Arosa en mars 2013.

### Championnats du monde juniors
- Médaille d'argent à Zermatt en 2005.